# Lista de vencedores de provas portuguesas de rugby por época
Esta é uma lista dos vencedores das provas nacionais oficiais de rugby em Portugal. Esta lista inclui as principais provas organizadas pela Federação Portuguesa de Rugby, designadamente a Divisão de Honra, a Taça de Portugal e a Supertaça Portuguesa.

## História
Em Portugal o rugby começou por ser tutelado pela Associação de Rugby de Lisboa (ARL), criada em 1926. Posteriormente, em 23 de Setembro de 1957, a ARL promove a criação da Federação Portuguesa de Rugby (FPR). Em 1958 os corpos sociais da ARL tomam posse da nova Federação e são criados o Campeonato Nacional e a Taça de Portugal. Ambas as provas têm início na época 1958–59.
Na época 1987–88 foi criada a Supertaça.

## Vencedores por Época
| Época   | Divisão de Honra | Taça de Portugal | Supertaça  |
| ------- | ---------------- | ---------------- | ---------- |
| 1958–59 | Belenenses       | Belenenses       |            |
| 1959–60 | Benfica          | –                |            |
| 1960–61 | Benfica          | Benfica          |            |
| 1961–62 | Benfica          | –                |            |
| 1962–63 | Belenenses       | –                |            |
| 1963–64 | CDUL             | Belenenses       |            |
| 1964–65 | CDUL             | Benfica          |            |
| 1965–66 | CDUL             | Benfica          |            |
| 1966–67 | CDUL             | –                |            |
| 1967–68 | CDUL             | CDUL             |            |
| 1968–69 | CDUL             | Técnico          |            |
| 1969–70 | Benfica          | Benfica          |            |
| 1970–71 | CDUL             | Benfica          |            |
| 1971–72 | CDUL             | Benfica          |            |
| 1972–73 | Belenenses       | Técnico          |            |
| 1973–74 | CDUL             | Académica        |            |
| 1974–75 | Belenenses       | Benfica          |            |
| 1975–76 | Benfica          | Direito          |            |
| 1976–77 | Académica        | CDUL             |            |
| 1977–78 | CDUL             | Agronomia        |            |
| 1978–79 | Académica        | CDUL             |            |
| 1979–80 | CDUL             | Académica        |            |
| 1980–81 | Técnico          | Direito          |            |
| 1981–82 | CDUL             | Direito          |            |
| 1982–83 | CDUL             | Benfica          |            |
| 1983–84 | CDUL             | Benfica          |            |
| 1984–85 | CDUL             | Benfica          |            |
| 1985–86 | Benfica          | CDUL             |            |
| 1986–87 | Cascais          | Cascais          |            |
| 1987–88 | Benfica          | CDUL             | Académica  |
| 1988–89 | CDUL             | CDUL             | CDUL       |
| 1989–90 | CDUL             | Académica        | CDUL       |
| 1990–91 | Benfica          | Cascais          | Cascais    |
| 1991–92 | Cascais          | Cascais          | Cascais    |
| 1992–93 | Cascais          | Cascais          | Cascais    |
| 1993–94 | Cascais          | Técnico          | Técnico    |
| 1994–95 | Cascais          | Académica        | Cascais    |
| 1995–96 | Cascais          | Académica        | Académica  |
| 1996–97 | Académica        | Académica        | Cascais    |
| 1997–98 | Técnico          | Agronomia        | Agronomia  |
| 1998–99 | Direito          | Agronomia        | Direito    |
| 1999–00 | Direito          | Agronomia        | Direito    |
| 2000–01 | Benfica          | Belenenses       | Belenenses |
| 2001–02 | Direito          | Direito          | Direito    |
| 2002–03 | Belenenses       | CDUP             | Belenenses |
| 2003–04 | Académica        | Direito          | Direito    |
| 2004–05 | Direito          | Direito          | Belenenses |
| 2005–06 | Direito          | Agronomia        | Direito    |
| 2006–07 | Agronomia        | CDUP             | Agronomia  |
| 2007–08 | Belenenses       | Direito          | Direito    |
| 2008–09 | Direito          | Agronomia        | Direito    |
| 2009–10 | Direito          | Agronomia        | Direito    |
| 2010–11 | Direito          | Agronomia        | Agronomia  |
| 2011–12 | CDUL             | Agronomia        | CDUL       |
| 2012–13 | Direito          | CDUL             | Direito    |
| 2013–14 | CDUL             | Direito          | Direito    |
| 2014–15 | Direito          | CDUL             | Direito    |
| 2015–16 | Direito          | Direito          | Agronomia  |
| 2016–17 | CDUL             | Agronomia        | Agronomia  |
| 2017–18 |                  | Académica        |            |

Notas
- O destaque colorido indica a conquista de uma dobradinha (vencer o Campeonato e a Taça de Portugal na mesma época)
- A Supertaça inaugura a nova época mas é referente à época anterior.